# Aeropuerto Internacional José Martí
El Aeropuerto Internacional José Martí (IATA: HAV, OACI: MUHA) está ubicado en el municipio de Boyeros, La Habana, Cuba, operado por ECASA, más conocido como el aeropuerto de Rancho Boyeros.

## Información
El aeropuerto de Rancho Boyeros está situado a 18 kilómetros de La Habana y es nombrado José Martí para honrar al patriota y poeta cubano. Es el aeropuerto principal de vuelos internacionales y domésticos de Cuba, sirviendo a un gran número de pasajeros cada año, principalmente de Canadá, Italia, Reino Unido, España, Alemania y Francia[cita requerida]. El aeropuerto es un hub de Cubana de Aviación, Aero Gaviota y Aero Caribbean.
El aeródromo capitalino actualmente consta con 5 terminales nombradas por su número. La terminal 1 brinda servicios a vuelos nacionales de Cubana de Aviación. La 2 recibe los aviones de Estados Unidos, los charters que llegan desde Miami, vuelos de Cayman Airways y Bahamasair. Asimismo, algunos europeos como Cóndor, que llega a Cuba desde septiembre de 2014, aterrizan en esta terminal. Por su parte, la 5 brinda servicios a Aerocaribbean y otros charters. La terminal 4 aunque parezca raro, es la única que no se conoce por su número. Esta es la Terminal de Carga Internacional, una alianza entre la compañía Cargosur, parte del grupo Iberia de España, y Aerovaradero SA. Esa terminal tiene una capacidad de 600 toneladas y 2000 metros cúbicos de espacio.
De todas las terminales, la número 3 es la más moderna y la que recibe la mayor cantidad de pasajeros. En su pista de 70 000 metros cuadrados aterrizan aviones de mediano y gran porte de aerolíneas como Air France, KLM y Copa Airlines. Esta terminal, internamente, tiene una superficie de 30 000 metros cuadrados. Allí disfrutarás de restaurante, cafetería, tiendas y áreas comerciales. Cada año van en aumento las compañías aéreas que desean invertir en Cuba como destino y el Aeropuerto José Martí de La Habana es la primera puerta del país en ese sentido.
Diseño y ubicación
Por eso, está diseñado para atender 1 500 pasajeros por hora en momentos pico y unos 3 millones al año. Similar a los más modernos aeropuertos del continente, dispone de 10 elevadores y 6 escaleras mecánicas. Cuenta con 48 “stands” para aerolíneas internacionales. Además tiene 32 casillas de inmigración, 36 para chequeo de viajeros y 2 salones vip con capacidad para 150 personalidades. Para llegar al aeropuerto se pueden utilizar dos rutas: tomar la Avenida de Rancho Boyeros o ir por una Autopista accesoria de 7.5 km de largo, que comunica a la Terminal 3 con la Avenida 114 de Marianao. Ahora, en transporte público, se pueden utilizar las rutas P-9, P-12 y P-16. Aunque también podrías tomar los taxis. Hay un servicio de autobús para transferirse entre las terminales.
Debido al embargo de los Estados Unidos contra Cuba, a ninguna línea aérea de los Estados Unidos se le permitía realizar vuelos programados al aeropuerto, por lo cual todos los vuelos regulares de Miami eran designados como chárters. Varias líneas aéreas hacían funcionar el servicio continuo entre La Habana y Miami, estas aerolíneas incluían American Airlines, Gulfstream International Airlines, United Airlines y Continental Airlines. A causa de la relación de Cuba con la Unión Soviética, durante los años setenta y ochenta el aeropuerto disfrutó de la presencia de muchas aerolíneas del Bloque del Este.
Como parte del deshielo cubano, el servicio comercial regular programado desde y hacia Estados Unidos comenzó otra vez en el otoño de 2016, con las líneas aéreas estadounidenses American, Delta y, después de enero de 2017, Alaska, volando a La Habana.

## Terminales

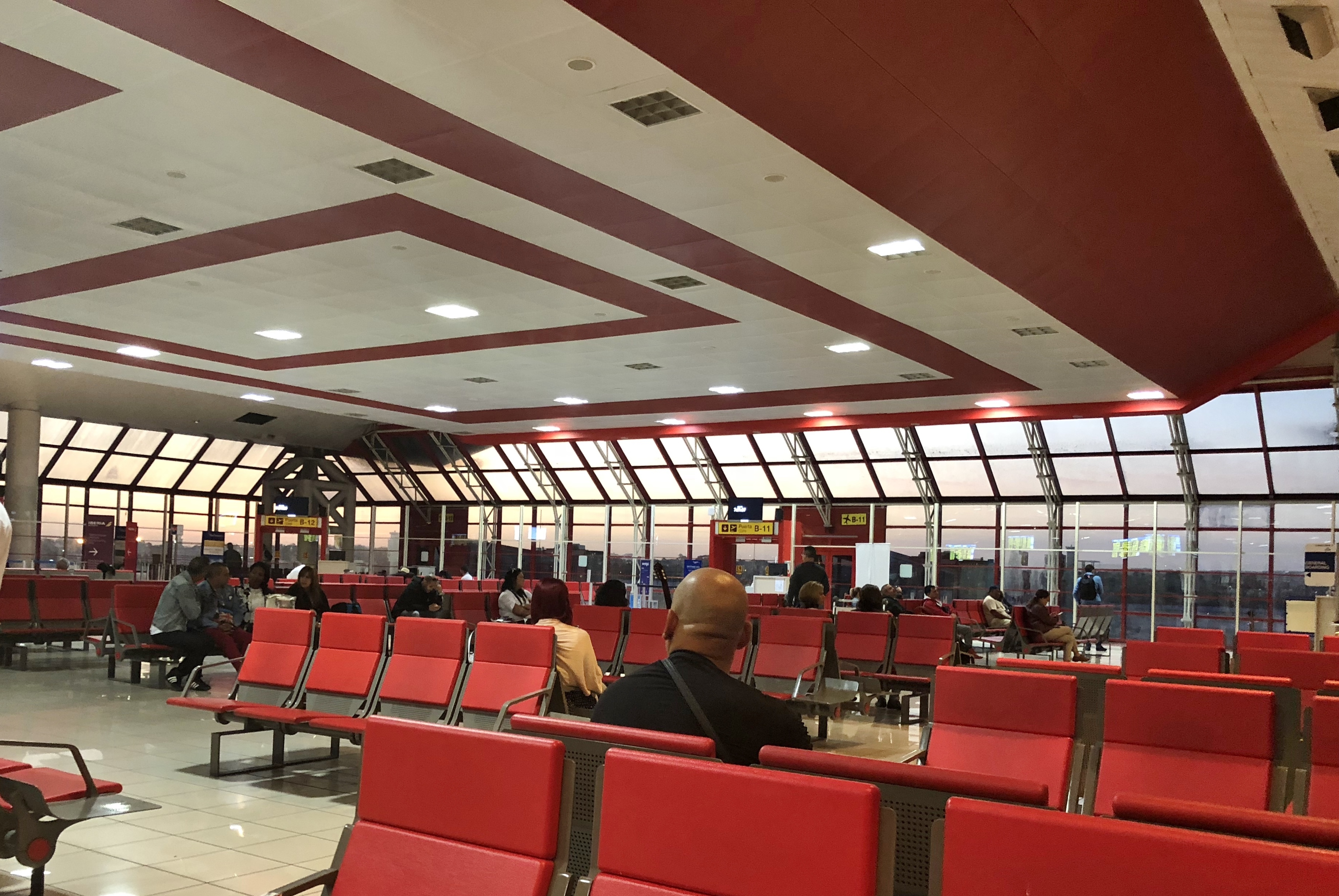
Sala de espera de la Terminal 3.

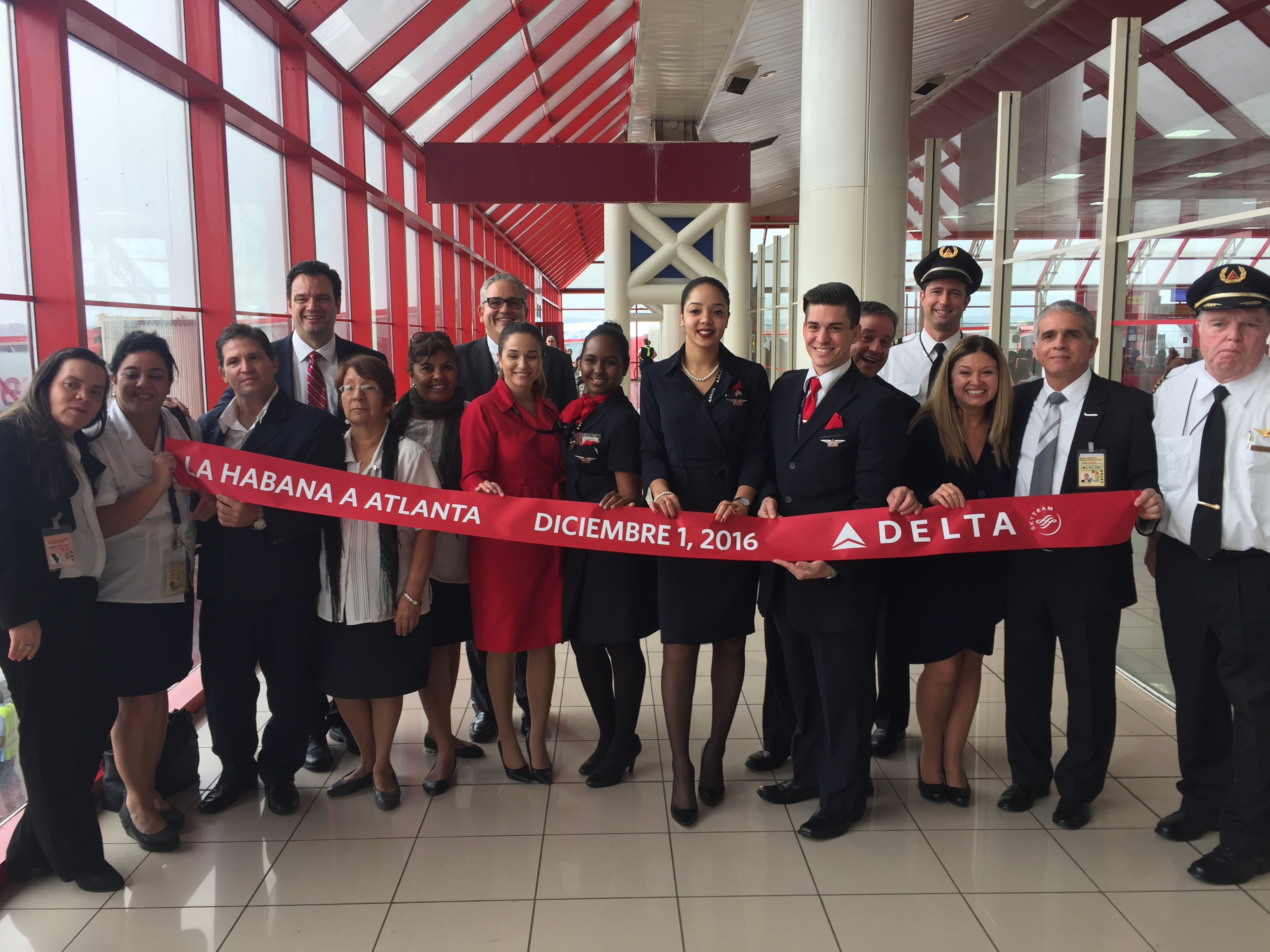
Empleados de Delta Air Lines en la Terminal 3.

Actualmente hay 3 terminales de pasajeros de uso general en el aeropuerto. La Terminal 1 se utiliza principalmente para vuelos nacionales. La Terminal 2 se abrió en 1988, principalmente para vuelos chárter a los Estados Unidos. Diez años después, el 27 de abril de 1998, se abrió la Terminal 3 Internacional. La Terminal 3 Internacional ofrece muchas instalaciones modernas y pasarelas de acceso a aeronaves que la antigua Terminal 1 Internacional no proporcionaba. Para el traslado entre terminales, se ofrecen servicios de autobús.

### Terminal 1
La Terminal 1 nacional solía ser el principal edificio de la terminal nacional e internacional en el aeropuerto antes de la apertura de las terminales 2 y 3, que fue construida en 1998. La terminal está ubicada en el lado este de la pista 6. Ahora se usa principalmente para vuelos nacionales.

### Terminal 2
La Terminal 2 gestiona algunos vuelos internacionales de larga distancia, como a Zúrich, Fráncfort y Helsinki, junto con algunos vuelos del Caribe, como a Aruba, Trinidad y Tobago, y la mayoría de los vuelos chárter programados desde y hacia Miami, Tampa, Fort Lauderdale y la ciudad de Nueva York. Los vuelos chárter programados a los Estados Unidos los operan Gulfstream Air Charters, ABC Charters, Marazul Charters, CTS Charters y C & T Charters. La terminal se ubica en el lado norte aproximadamente a 2 kilómetros de la terminal 3, y está justo frente al umbral de la pista 24. Fue construida en 1988 cuando se abrieron los primeros vuelos chárter después de la revolución desde Miami. Hay bares, librerías, quioscos y también un restaurante en el segundo piso, así como alquiler de autos.

### Terminal 3
La Terminal 3 Internacional es la principal terminal internacional que se abrió en 1998. Es la más grande y moderna de todas las terminales. Los mostradores de documentación y las salidas se encuentran en el nivel superior, las llegadas y los carruseles de equipaje se encuentran en el nivel inferior. Hay varios alquileres de automóviles ubicados en el área de llegadas.

## Aerolíneas y destinos

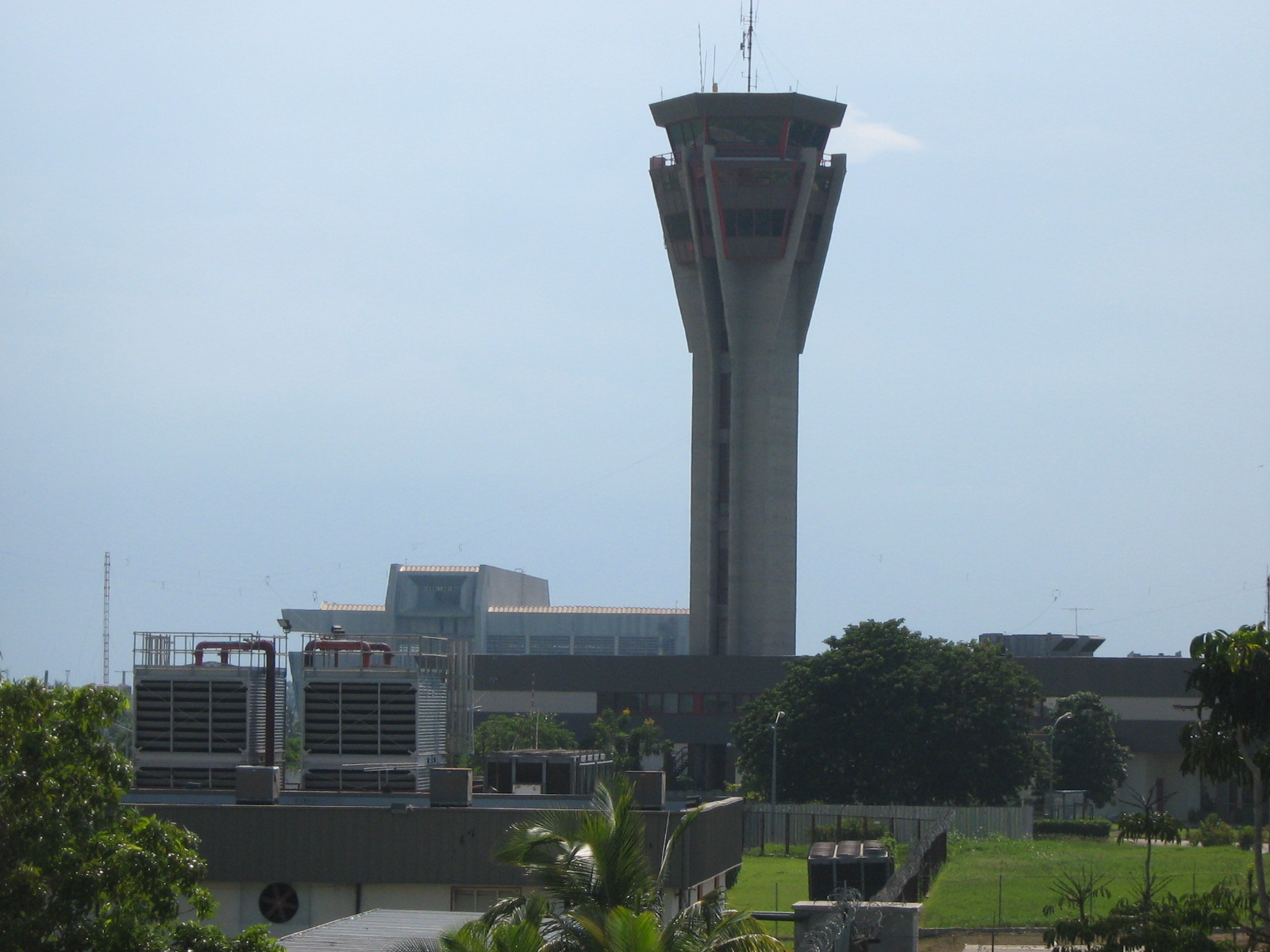
Torre de Control del aeropuerto.

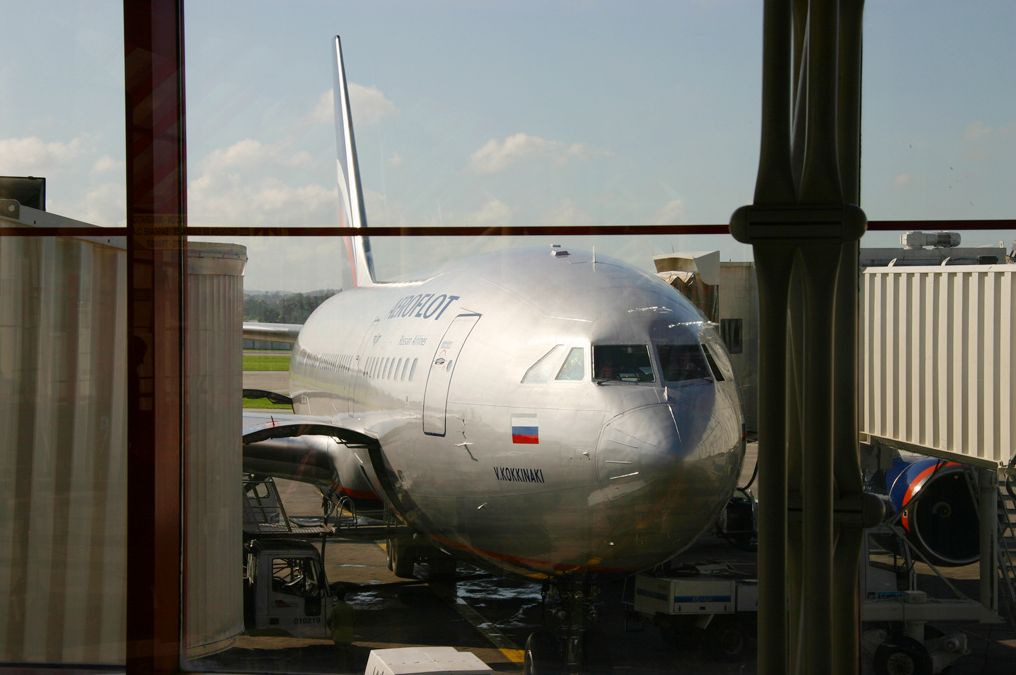
Ilyushin Il-96 de Aeroflot en la Terminal 3.

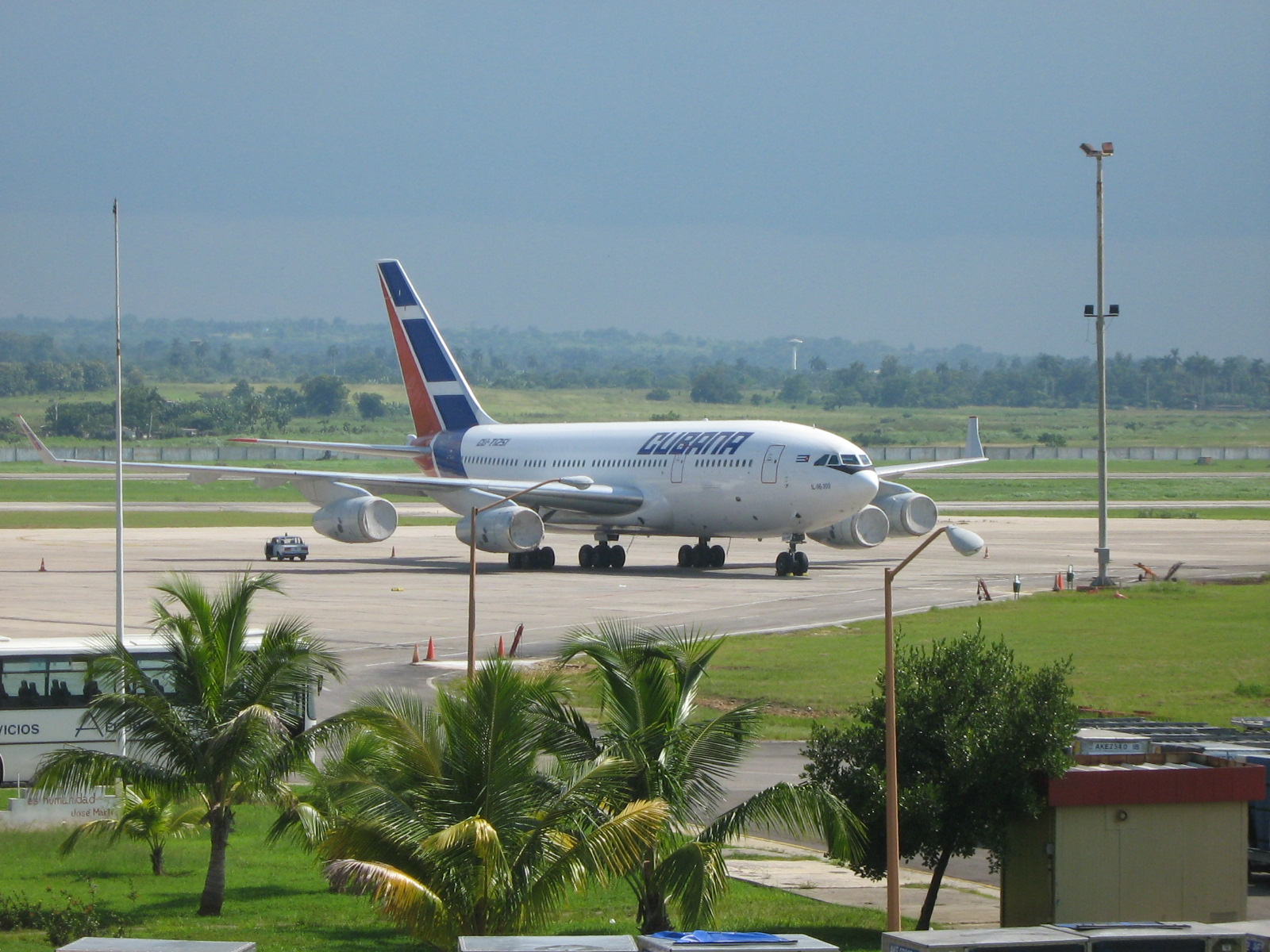
Ilyushin Il-96 de Cubana de Aviación en plataforma.

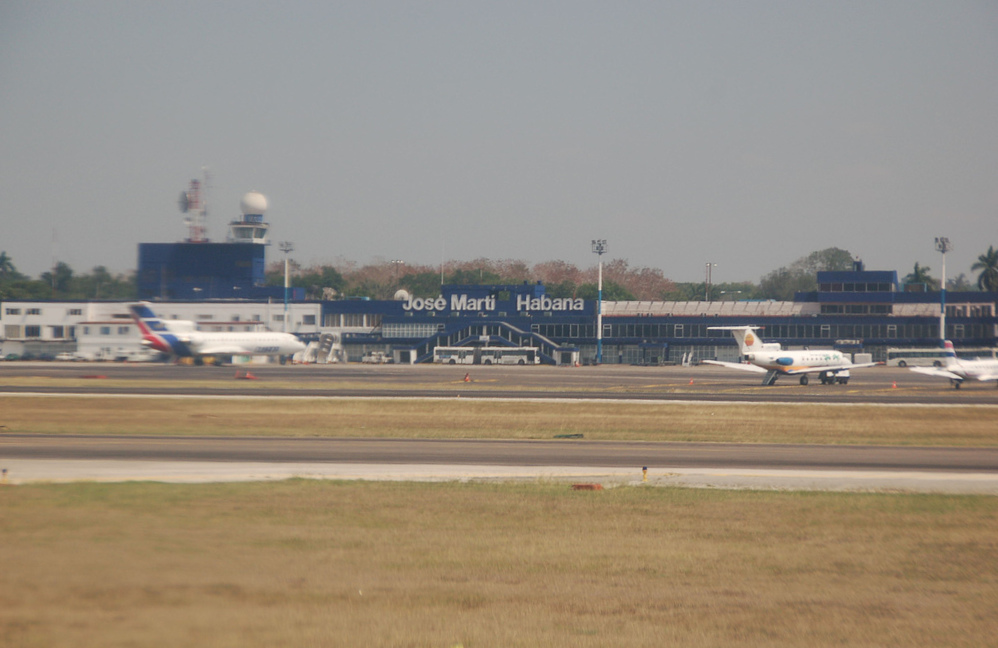
Terminal Nacional 1

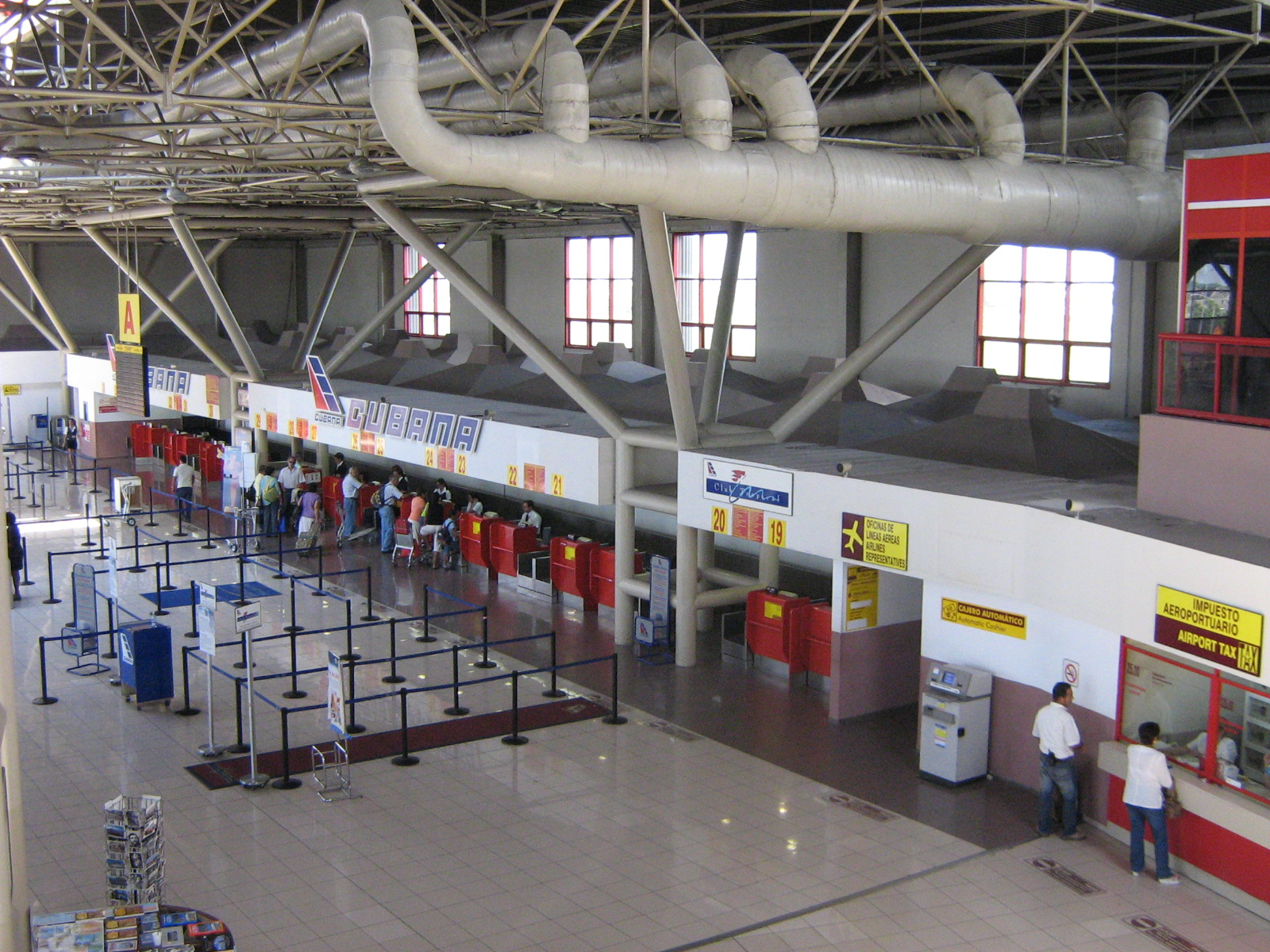
Área de documentación de la Terminal 3.

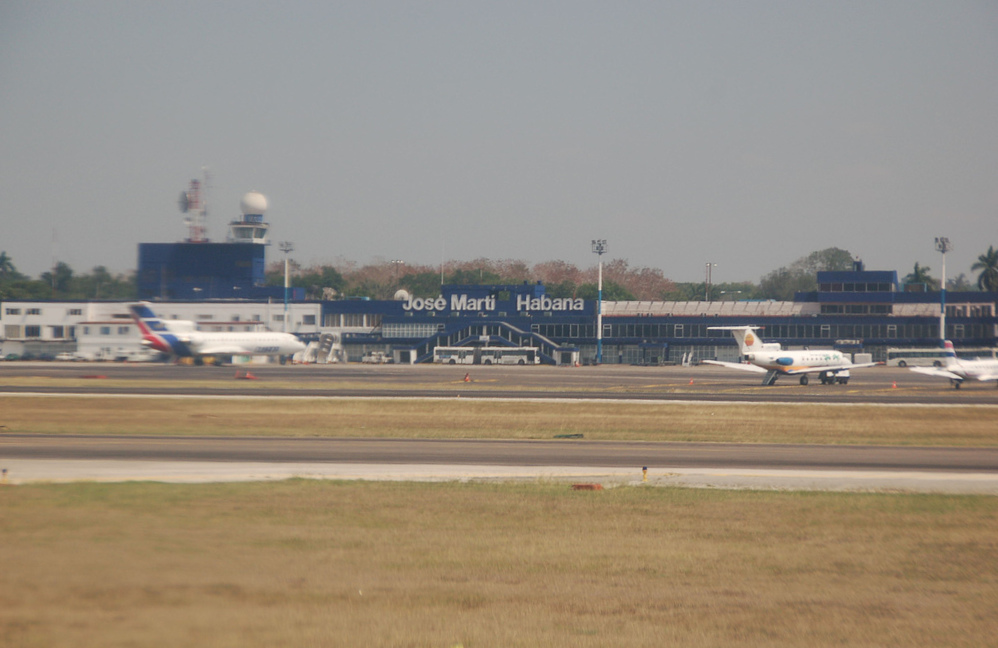
Terminal 1 (antes de ser remodelada).

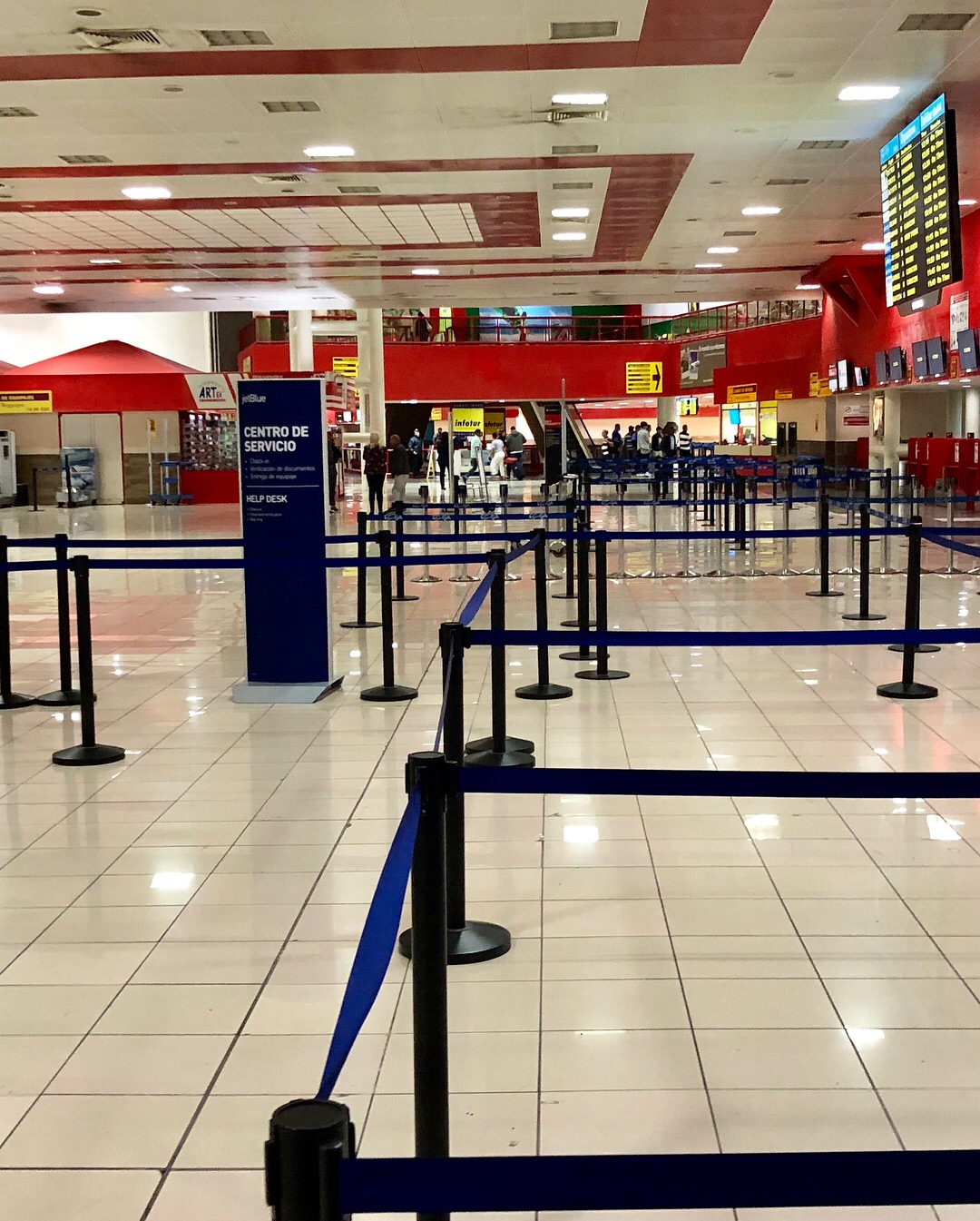
Área de documentación de la Terminal 3 (antes de ser remodelada).

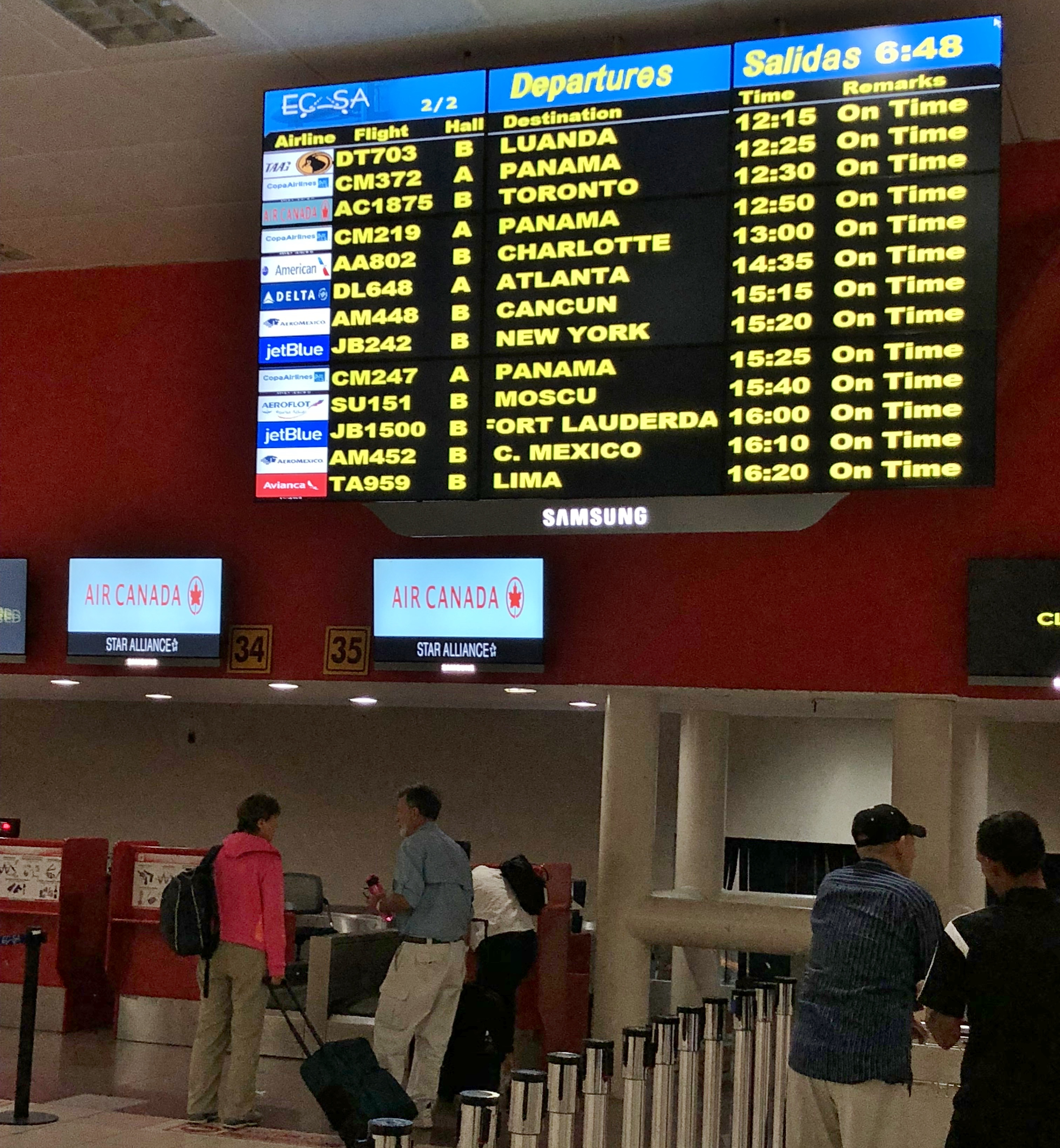
Información de vuelos en la Terminal 3.

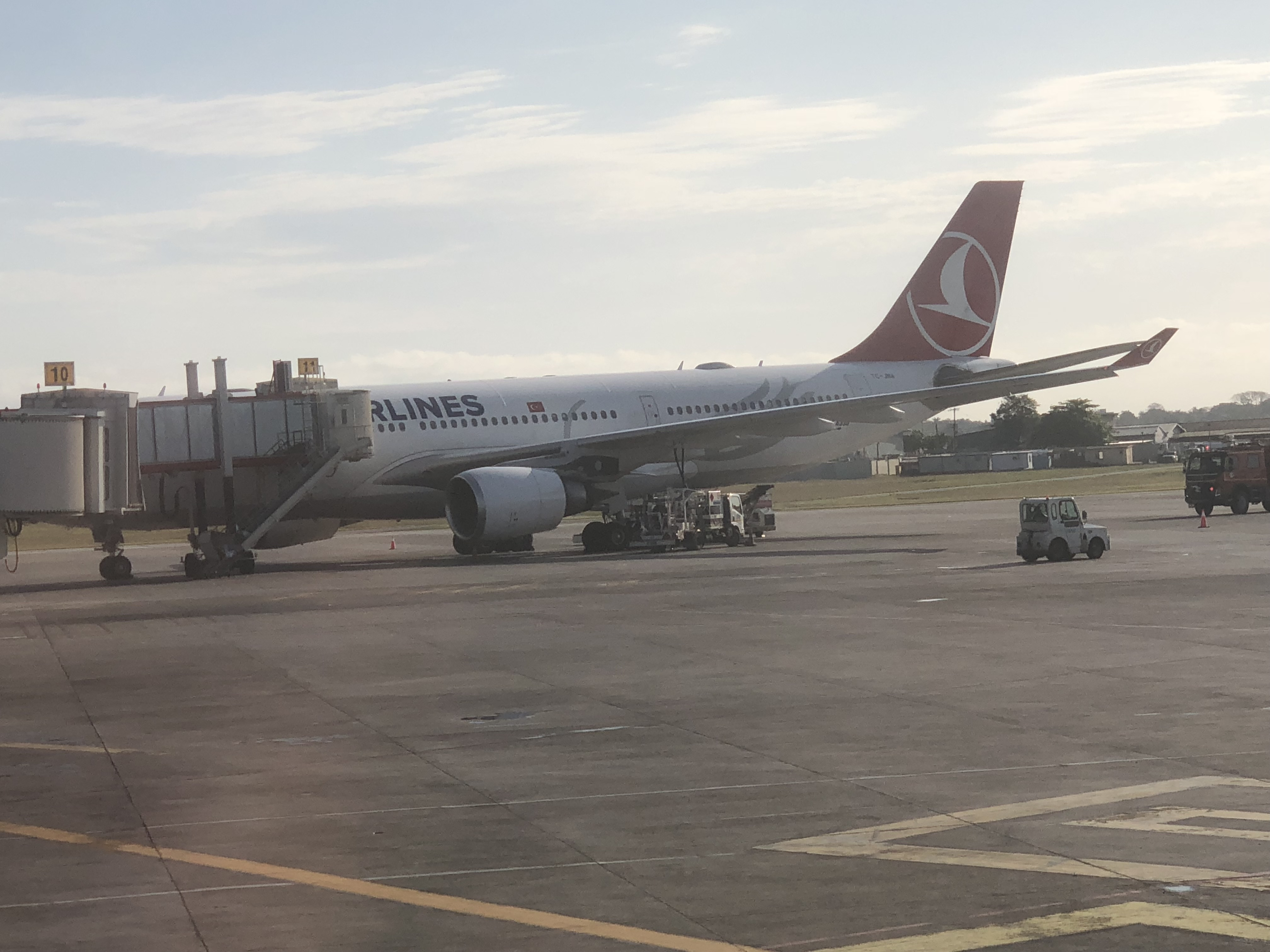
A330 de Turkish Airlines en la Terminal 3.

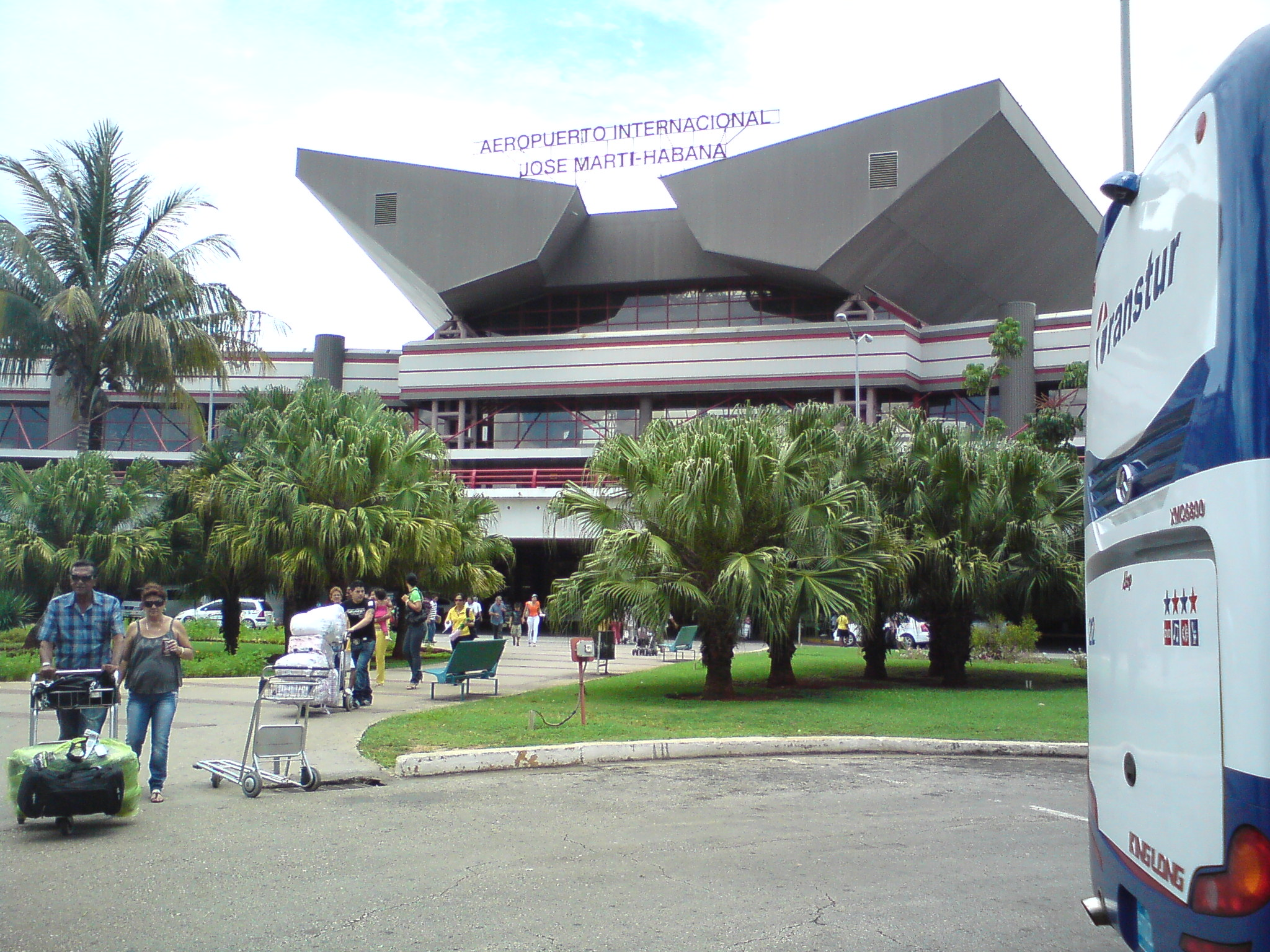
Fachada de la Terminal 3.

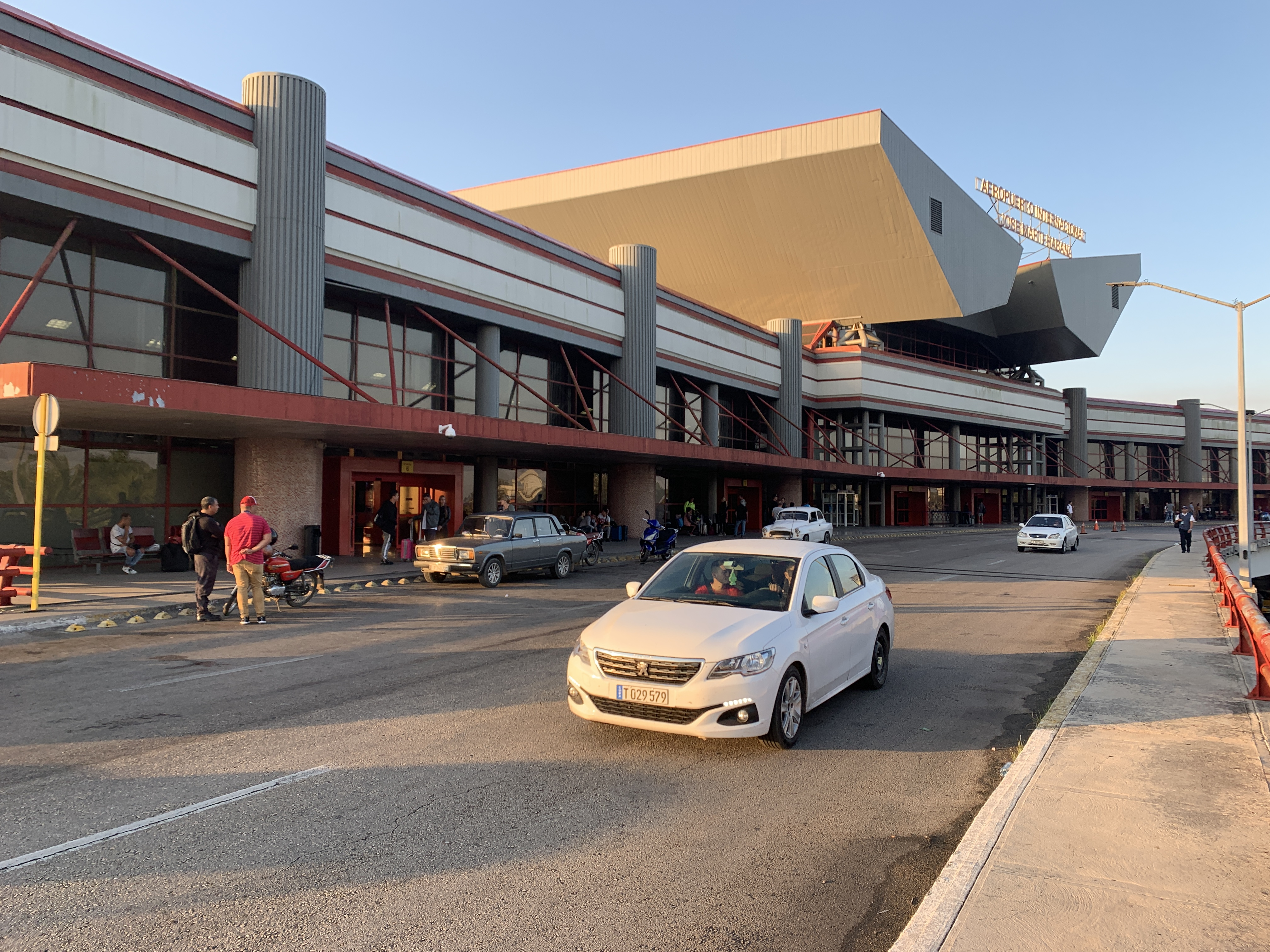
Zona de salidas de la Terminal 3.

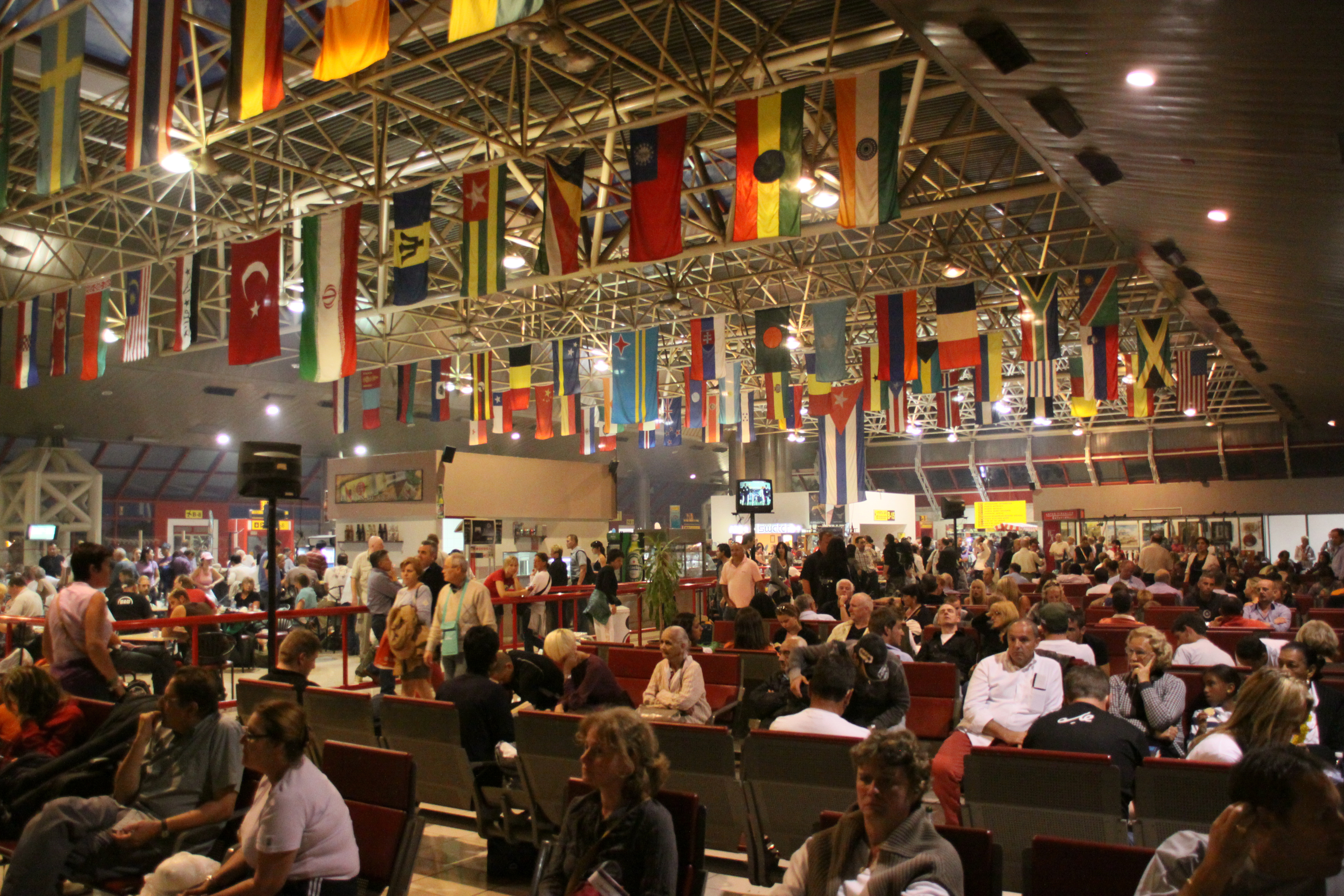
Área de última espera del aeropuerto.

### Pasajeros
| Aerolíneas               | Destinos                                                        |
| ------------------------ | --------------------------------------------------------------- |
| Aeroflot                 | Moscú–Sheremétievo                                              |
| Aerogaviota              | Baracoa, Cayo Coco, Manzanillo, Nueva Gerona, Santiago de Cuba  |
| Aeroméxico               | Ciudad de México                                                |
| Air Century              | Santo Domingo–La Isabela                                        |
| Air China                | Madrid, Pekín                                                   |
| Air Europa               | Madrid                                                          |
| Air France               | París–Charles de Gaulle                                         |
| American Airlines        | Miami                                                           |
| Avianca                  | Bogotá (finaliza el 31 de agosto de 2025)                       |
| Bahamasair               | Nasáu                                                           |
| Boliviana de Aviación    | Caracas, Santa Cruz de la Sierra                                |
| Caribbean Airlines       | Puerto España                                                   |
| Cayman Airways           | Gran Caimán                                                     |
| Conviasa                 | Caracas, Managua                                                |
| Copa Airlines            | Ciudad de Panamá–Tocumen                                        |
| Cubana de Aviación       | Caracas, Cayo Coco, Madrid, Santiago de Cuba                    |
| Delta Air Lines          | Miami                                                           |
| Fly All Ways             | Georgetown-Cheddi Jagan, Paramaribo                             |
| Havana Air               | Miami, Tampa                                                    |
| Iberia                   | Madrid                                                          |
| InterCaribbean Airways   | Kingston–Norman Manley, Providenciales                          |
| LATAM Perú               | Lima                                                            |
| Magnicharters            | Cancún, Ciudad de México–AIFA, Mérida                           |
| Neos                     | Milán–Malpensa, Roma–Fiumicino                                  |
| Plus Ultra Líneas Aéreas | Chárter Estacional: Madrid                                      |
| Rutaca Airlines          | Valencia (VE)                                                   |
| Sky High                 | Georgetown-Cheddi Jagan                                         |
| Southwest Airlines       | Tampa                                                           |
| Sunrise Airways          | Puerto Príncipe                                                 |
| TAAG Angola Airlines     | Estacional: Luanda                                              |
| Turkish Airlines         | Estambul                                                        |
| Turpial Airlines         | Caracas                                                         |
| United Airlines          | Houston–Intercontinenal (finaliza el 1 de septiembre de 2025)   |
| Viva                     | Cancún, Ciudad de México–AIFA, Mérida, Monterrey                |
| WestJet                  | Estacional: Toronto–Pearson (inicia el 18 de diciembre de 2025) |
| Wingo                    | Bogotá, Ciudad de Panamá–Balboa                                 |
| World2Fly                | Madrid                                                          |

Notas
1. ↑  El vuelo de Turkish Airlines desde La Habana a Estambul hace una parada en Caracas. Sin embargo, la aerolínea no tiene derechos de tráfico para transportar pasajeros únicamente entre La Habana y Caracas.

### Carga
| Aerolíneas                  | Destinos            |
| --------------------------- | ------------------- |
| IBC Airways                 | Miami               |
| Líneas Aéreas Suramericanas | Ciudad de Guatemala |

### Destinos nacionales
| Ciudad            | Aeropuerto                                   | Aerolínea                        |                   |                   |                   |
| Vuelos nacionales | Vuelos nacionales                            | Vuelos nacionales                | Vuelos nacionales | Vuelos nacionales | Vuelos nacionales |
| ----------------- | -------------------------------------------- | -------------------------------- | ----------------- | ----------------- | ----------------- |
| Cuba              |                                              |                                  |                   |                   |                   |
| Baracoa           | Aeropuerto Gustavo Rizo                      | Aerogaviota                      |                   |                   |                   |
| Cayo Coco         | Aeropuerto Internacional de Jardines del Rey | Aerogaviota / Cubana de Aviación |                   |                   |                   |
| Manzanillo        | Aeropuerto Internacional Sierra Maestra      | Aerogaviota                      |                   |                   |                   |
| Nueva Gerona      | Aeropuerto Rafael Cabrera                    | Aerogaviota                      |                   |                   |                   |
| Santiago de Cuba  | Aeropuerto Internacional de Santiago de Cuba | Aerogaviota / Cubana de Aviación |                   |                   |                   |

### Destinos internacionales
| Ciudades por países       | Nombre del aeropuerto                               | Aerolíneas |        |        |
| África                    | África                                              | África | África | África |
| ------------------------- | --------------------------------------------------- | --- | ------ | ------ |
| Angola                    |                                                     | |        |        |
| Luanda                    | Aeropuerto Internacional Quatro de Fevereiro        | TAAG Angola Airlines (Estacional)                                                                                |        |        |
| Norteamérica              |                                                     | |        |        |
| Canadá                    |                                                     | |        |        |
| Toronto                   | Aeropuerto Internacional Toronto Pearson            | WestJet (Estacional) (inicia el 18 de diciembre de 2025)                                                         |        |        |
| Estados Unidos            |                                                     | |        |        |
| Houston                   | Aeropuerto Intercontinental George Bush             | United Airlines (finaliza el 1 de septiembre de 2025)                                                            |        |        |
| Miami                     | Aeropuerto Internacional de Miami                   | American Airlines / Delta Air Lines / Havana Air                                                                 |        |        |
| Tampa                     | Aeropuerto Internacional de Tampa                   | Havana Air / Southwest Airlines                                                                                  |        |        |
| México                    |                                                     | |        |        |
| Cancún                    | Aeropuerto Internacional de Cancún                  | Magnicharters / Viva                                                                                             |        |        |
| Ciudad de México          | Aeropuerto Internacional de la Ciudad de México     | Aeroméxico |        |        |
| Ciudad de México          | Aeropuerto Internacional Felipe Ángeles             | Magnicharters / Viva                                                                                             |        |        |
| Mérida                    | Aeropuerto Internacional de Mérida                  | Magnicharters / Viva                                                                                             |        |        |
| Monterrey                 | Aeropuerto Internacional de Monterrey               | Viva |        |        |
| Centroamérica y El Caribe |                                                     | |        |        |
| Bahamas                   |                                                     | |        |        |
| Nasáu                     | Aeropuerto Internacional Lynden Pindling            | Bahamasair |        |        |
| Haití                     |                                                     | |        |        |
| Puerto Príncipe           | Aeropuerto Internacional Toussaint Louverture       | Sunrise Airways                                                                                                  |        |        |
| Islas Caimán              |                                                     | |        |        |
| Gran Caimán               | Aeropuerto Internacional Owen Roberts               | Cayman Airways                                                                                                   |        |        |
| Islas Turcas y Caicos     |                                                     | |        |        |
| Providenciales            | Aeropuerto Internacional de Providenciales          | InterCaribbean Airways                                                                                           |        |        |
| Jamaica                   |                                                     | |        |        |
| Kingston                  | Aeropuerto Internacional Norman Manley              | InterCaribbean Airways                                                                                           |        |        |
| Nicaragua                 |                                                     | |        |        |
| Managua                   | Aeropuerto Internacional Augusto C. Sandino         | Conviasa |        |        |
| Panamá                    |                                                     | |        |        |
| Ciudad de Panamá          | Aeropuerto Internacional de Tocumen                 | Copa Airlines |        |        |
| Ciudad de Panamá          | Aeropuerto Internacional Panamá Pacífico            | Wingo |        |        |
| República Dominicana      |                                                     | |        |        |
| Santo Domingo             | Aeropuerto Internacional Joaquín Balaguer           | Air Century |        |        |
| Trinidad y Tobago         |                                                     | |        |        |
| Puerto España             | Aeropuerto Internacional de Piarco                  | Caribbean Airlines                                                                                               |        |        |
| Sudamérica                |                                                     | |        |        |
| Bolivia                   |                                                     | |        |        |
| Santa Cruz de la Sierra   | Aeropuerto Internacional Viru Viru                  | Boliviana de Aviación (Vía CCS)                                                                                  |        |        |
| Colombia                  |                                                     | |        |        |
| Bogotá                    | Aeropuerto Internacional El Dorado                  | Avianca (finaliza el 31 de agosto de 2025) / Wingo                                                               |        |        |
| Guyana                    |                                                     | |        |        |
| Georgetown                | Aeropuerto Internacional Cheddi Jagan               | Fly All Ways / Sky High                                                                                          |        |        |
| Perú                      |                                                     | |        |        |
| Lima                      | Aeropuerto Internacional Jorge Chávez               | LATAM Perú |        |        |
| Surinam                   |                                                     | |        |        |
| Paramaribo                | Aeropuerto Internacional Johan Adolf Pengel         | Fly All Ways |        |        |
| Venezuela                 |                                                     | |        |        |
| Caracas                   | Aeropuerto Internacional de Maiquetía Simón Bolívar | Boliviana de Aviación / Conviasa / Cubana de Aviación / Turpial Airlines                                         |        |        |
| Valencia                  | Aeropuerto Internacional Arturo Michelena           | Rutaca Airlines                                                                                                  |        |        |
| Europa                    |                                                     | |        |        |
| España                    |                                                     | |        |        |
| Madrid                    | Aeropuerto Adolfo Suárez Madrid-Barajas             | Air China / Air Europa / Cubana de Aviación / Iberia / Plus Ultra Líneas Aéreas (Chárter Estacional) / World2Fly |        |        |
| Francia                   |                                                     | |        |        |
| París                     | Aeropuerto de París-Charles de Gaulle               | Air France |        |        |
| Italia                    |                                                     | |        |        |
| Milán                     | Aeropuerto de Milán-Malpensa                        | Neos |        |        |
| Roma                      | Aeropuerto de Roma-Fiumicino                        | Neos |        |        |
| Rusia                     |                                                     | |        |        |
| Moscú                     | Aeropuerto Internacional de Moscú-Sheremétievo      | Aeroflot |        |        |
| Turquía                   |                                                     | |        |        |
| Estambul                  | Aeropuerto Internacional de Estambul                | Turkish Airlines (Vía CCS)                                                                                       |        |        |
| Asia                      |                                                     | |        |        |
| China                     |                                                     | |        |        |
| Pekín                     | Aeropuerto Internacional de Pekín-Capital           | Air China (Vía MAD)                                                                                              |        |        |

#### Aerolíneas que cesaron operación
- Aerolíneas Argentinas (Buenos Aires-Ezeiza)
- Cubana de Aviación (Bagdad, Barcelona, Berlín, Bogotá, Brasilia, Bridgetown, Bruselas, Buenos Aires-Ezeiza, Ciudad de México, Ciudad de Panamá, Conakry, Copenhague, Córdoba, Fráncfort, Georgetown, Ginebra, Gran Canaria, Guayaquil, Halifax, Isla de Sal, Lima, Lisboa, Luanda, Maputo, Maracaibo, Mendoza, Miami, Montevideo, Mánchester, Nasaú, Nueva York, Praga, Puerto España, Quito, Río de Janeiro, San Juan, Santiago de Chile, Santiago de Compostela, Sao Paulo, Trípoli, Valencia, Vitoria)
- Interjet (Ciudad de México)
- LATAM Airlines (Santiago de Chile)
- Mexicana de Aviación (Ciudad de México)

## Aeropuertos cercanos
Los aeropuertos más cercanos son:
- Aeropuerto Juan Gualberto Gómez (99km)
- Aeropuerto Rafael Cabrera (133km)
- Aeropuerto Internacional Vilo Acuña (178km)
- Aeropuerto Internacional de Cayo Hueso (186km)
- Aeropuerto Internacional Jaime González (225km)